# Susanne Wampfler
 (avril 2023).
Si vous disposez d'ouvrages ou d'articles de référence ou si vous connaissez des sites web de qualité traitant du thème abordé ici, merci de compléter l'article en donnant les références utiles à sa vérifiabilité et en les liant à la section « Notes et références ».
Susanne Franziska Wampfler est une astrophysicienne suisse et professeure à l'Université de Berne née le 13 mars 1981.

## Biographie
Elle a grandi à Fislisbach et a étudié la physique et l'astrophysique à l'école polytechnique fédérale de Zürich. Elle étudie, à l'aide de radiotélescopes, les régions de l'espace où se forment de nouvelles étoiles et planètes. En étudiant les régions de formation stellaire, Wampfler veut découvrir quels processus conduisent à une composition isotopique différente.
Mme Wampfler a obtenu un poste de professeur boursier du Fonds national suisse (FNS), qui soutient les jeunes chercheurs hautement qualifiés. Elle est également responsable de l'égalité des chances au Center for Space and Habitability (CSH). Une émission du magazine scientifique Einstein diffusée à la radio et à la télévision suisses (Frauen in der Astrophysik) a fait les gros titres. Après sa diffusion le 11 février 2021, les astrophysiciennes dont Wampfler ont reçu des commentaires insultants sur le web. L'Université de Berne s'est défendue publiquement et a qualifié les commentaires haineux d'inacceptables.